# Акиф'єв Сергій Іванович
Сергі́й Іва́нович Акиф'єв (нар. 15 травня 1925 — пом. 22 вересня 1943) — Герой Радянського Союзу.

## Життєпис
Народився в селі Вірхуртово Московської губернії. Росіянин. Член ВЛКСМ із 1941 року. В Армії з січня 1943 року. Воював з серпня 1943 року на Брянському і Центральному фронтах. Загинув у бою 22 вересня 1943 року. Похований у селі Великий Листвен Чернігівської області. Указом Президії Верховної Ради СРСР від 15 січня 1944 року командиру відділення автоматників 3-ї стрілецької роти 1181-го стрілецького полку 356-ї стрілецької дивізії червоноармійцю Сергію Івановичу Акиф'єву за зразкове виконання бойових завдань і виявлені мужність та героїзм посмертно присвоєно звання Героя Радянського Союзу.
22 вересня 1943 року в наступальному бою за село Великий Листвен Городнянського району Чернігівської області України 18-річний командир відділення 1181-го стрілецького полку (356-а стрілецька дивізія, 61-а армія, Центральний фронт) Комсомолець червоноармієць Сергій Акіф'єв з групою бійців потрапив під сильний вогонь трьох ворожих кулеметів. Два з них незабаром були знищені. Витративши боєприпаси, відважний воїн, рятуючи життя товаришів, своїм тілом закрив амбразуру ворожого дзоту... похований на місці бою. Указом Президії Верховної Ради СРСР від 15 січня 1944 року за зразкове виконання бойових завдань командування на фронті боротьби з німецькими загарбниками і проявлені при цьому мужність і геройство червоноармійцю Акіф'єву Сергію Івановичу посмертно присвоєно звання Героя Радянського Союзу.